# 토탈 리콜
《토탈 리콜》(Total Recall)은 1990년 미국에서 제작된 공상 과학 액션 미스테리 스릴러 영화이다. 폴 버호벤 감독의 작품이며, 필립 K. 딕의 1966년 단편 소설 〈도매가로 기억을 팝니다〉(We Can Remember It for You Wholesale)를 원작으로 하였다.

## 줄거리
머나먼 미래 2084년, 공사장 인부로 근무하는 더글라스 퀘이드는 화성과 관련된 의문스러운 꿈에 자주 시달린다. 어느 날 인위적으로 기억을 주입하여 마치 실제 경험을 한 것과 같은 효과를 내는 가상현실 휴가서비스 제공 회사, 리콜(Rekall)의 광고를 본 퀘이드. 그는 그곳에 가서 화성에 관한 기억을 주입받는 상품을 구입한다. 그런데 기억 주입 서비스가 퀘이드에게 부작용을 일으키는 예상치 못한 일이 발생한다. 이미 기억이 조작되어 있는 사람이 이 서비스를 받으면 뇌에 치명적인 손상을 받기 때문이다.
집으로 돌아온 퀘이드는 아내를 포함한 주변 사람들이 자신을 공격해 오는 것에 당황해 하며 도망을 쳤고, 자신이 사실 화성의 독재자 코하겐의 오른팔이자 특수 요원이었던 하우저라는 사실을 알게 된다. 코하겐 일당은 반란을 일으킨 자신을 붙잡아 기억을 조작하였고, 지구에서 살게 하며 그동안 감시를 해왔던 것이다. 퀘이드는 이 모든 문제의 근원지인 화성으로 향한다.
코하겐 일당의 추격을 피해 가며 위장을 한 뒤 무사히 화성에 도착한 퀘이드는 그곳에서 꿈 속의 여인을 실제로 만난다. 알고 보니 그녀는 실제 퀘이드의 아내였던 것. 퀘이드는 아내와 함께 독재 체제의 비리를 밝히고 잘못된 권력을 바로잡고자 적진으로 침투한다.

## 출연진

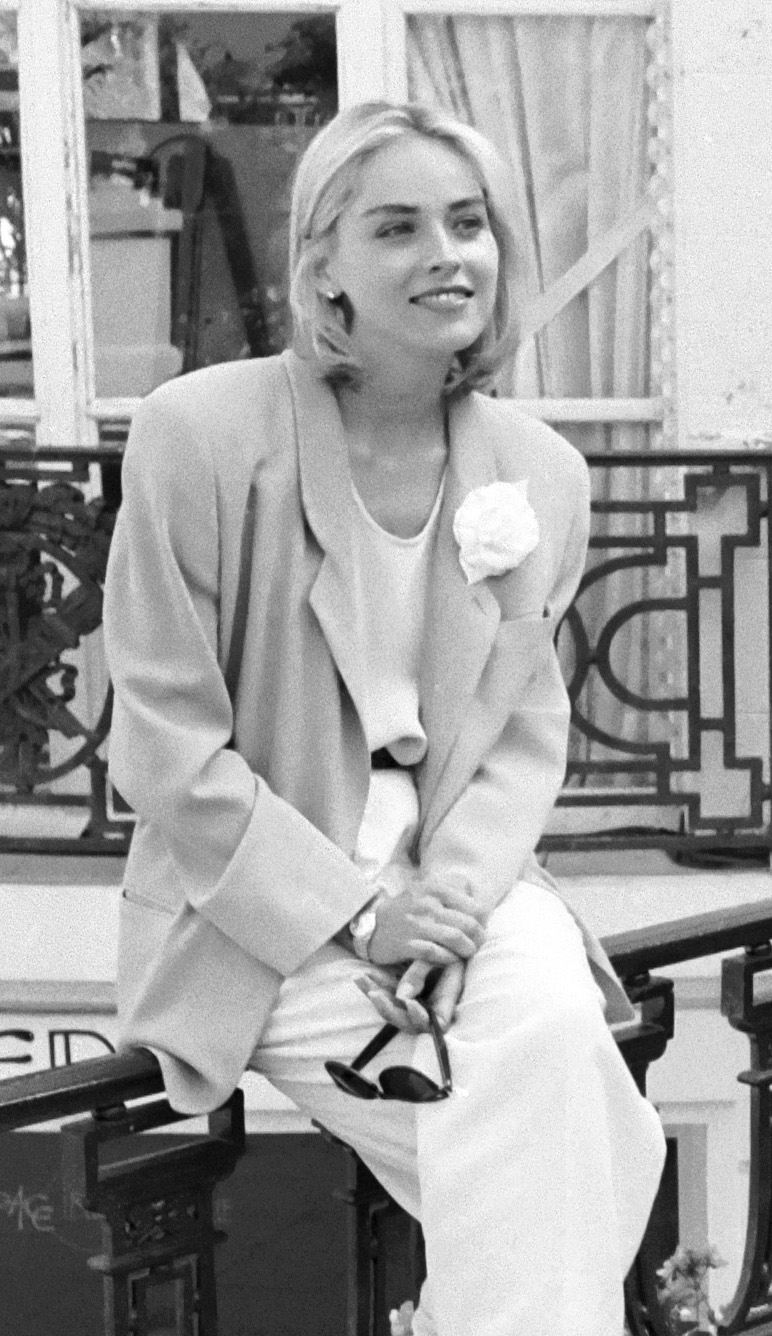
조연으로 출연했던 샤론 스톤의 1991년 사진.

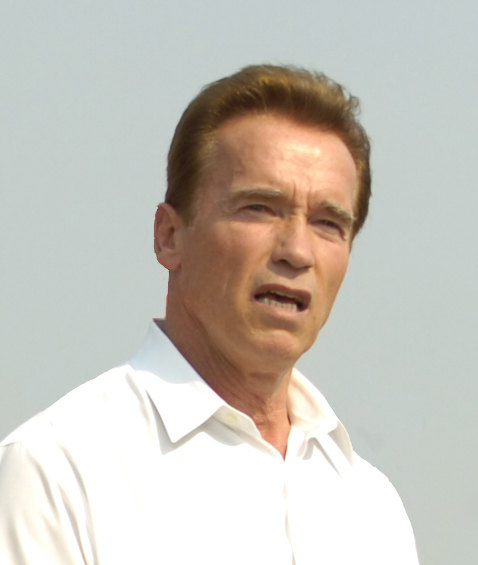
주연 배우 아널드 슈워제네거의 2007년 사진.

| 배우                | 등장인물                 | 인물 설명                      |
| ------------------- | ------------------------ | ------------------------------ |
| 아널드 슈워제네거   | 하우저 & 더글라스 퀘이드 | 코하겐의 비밀 요원 & 공사 인부 |
| 레이첼 티코틴       | 멜리나                   | 하우저의 아내                  |
| 샤론 스톤           | 로리                     | 퀘이드의 아내                  |
| 로니 콕스           | 빌로스 코하겐            | 화성 통치자                    |
| 마이클 아이언사이드 | 리치터                   | 코하겐의 부하                  |
| 마샬 벨             | 쿠아토 & 조지            | 저항군 대장                    |

## SBS 성우진 (1997년 2월 7일)
- 이정구 - 더글라스 퀘이드(아널드 슈워제네거)
- 정경애 - 멜리나(레이첼 티코틴)
- 강희선 - 로리 퀘이드(샤론 스톤)
- 이완호 - 릭터(마이클 아이언사이드)
- 최흘 - 빌로스 코헤건(로니 콕스)
- 황원 - 에지마 박사(로이 브록스미스)
- 김용식
- 최옥희
- 윤병화
- 김태웅
- 박규웅
- 서문석
- 김순영
- 박미선

## 제작
필립 K. 딕의 1966년 단편 소설 《도매가로 기억을 팝니다》(We Can Remember It for You Wholesale)를 원작으로 영화 각본을 쓰고자 로널드 슈세트 와 댄 오배넌은 딕이 살아있을 때 그에게 판권을 구입했다. 이 둘은 각본을 다 완성했지만 여러 영화사를 거치면서 오랜 기간 제대로 정착하지 못하는 수난을 겪어야 했다.
1980년대 중반, 제작자 디노 데 라우렌티스는 이 각본을 구입하여 영화 제작에 착수했는데, 회사 사정이 좋지 않자 다른 제작사 카롤코 픽쳐스한테 싼 값에 판권을 넘겼다. 카롤코 픽쳐스는 《터미네이터》(The Terminator)로 스타가 된 아널드 슈워제네거를 먼저 주연으로 캐스팅하였다.

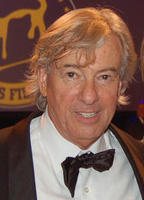
감독 폴 버호벤의 2006년 사진.

다음엔 1987년 《로보캅》(RoboCop)으로 헐리웃에서도 명성을 쌓은 네덜란드인 폴 버호벤을 감독으로 기용하였다. 버호벤 감독은 이 각본에 약간 아쉬움을 느낀 뒤 각본가로 개리 골드먼을 기용하여 부분적으로 수정을 하였다. 버호벤은 또한 자신과 호흡을 맞춘 바 있는 스탭들을 그대로 대거 데려와 본격적인 촬영에 들어갔다. 촬영의 대부분은 멕시코 시에서 이뤄졌다.

## 주제
《블레이드 러너》에 이어 필립 K. 딕의 소설을 영화화한 두 번째 작품이다.
《토탈 리콜》은 기억과 현실의 실체, 그것에 대한 믿음에 의문을 던진다. 우리가 믿고 있는 지금 이 세상이 실제 현실인지, 아니면 자신만 모르는 제3자에 의해 조작된 가상의 세계인지, 이에 대한 정체성의 혼선과 위험성 등을 제시한다.
또한 원작가 필립 K. 딕이 그리는 세계가 늘 그렇듯 거대한 자본과 권력을 지닌 기관, 조직에 의해 다수가 무기력하게 통제를 당하는 암울한 미래 사회는 이 작품에도 동일하게 적용된다.

## 특징 및 영향
1982년작《블레이드 러너》 이후로 대두된 사이버펑크의 계보, 1985년작《브라질》(Brazil), 1988년작《아키라》(Akira) 등의 뒤를 잇는 작품이며, 네오 누아르, 테크 누아르의 장르적 특색 역시 잘 살렸다.
세계관, 인물 설정 등과 함께 강조된 주제 의식은 이후 여러 SF 영화들에게 큰 영향을 주었다. 대표적으로 1997년작《오픈 유어 아이즈》(Abre Los Ojos), 1998년작《다크 시티》(Dark City), 1998년작《트루먼 쇼》, 1999년작《매트릭스》, 2003년작《페이첵》, 2004년작《이터널 선샤인》(Eternal Sunshine of the Spotless Mind) 등이 있다.
폭력 미학의 대표 주자인 폴 버호벤 감독은 이 작품에서도 그 실력을 유감없이 발휘했다. 또한 한 단계 발전한 특수 시각 효과를 선보이기도 했는데, 이를 인정받아 아카데미 시상식에서 상을 받기도 했다.

## 수상 내역
| 연도 | 주최국 | 주관                        | 수상 부문          | 주석   |
| ---- | ------ | --------------------------- | ------------------ | ------ |
| 1991 | 미국   | 아카데미 상 (Academy Award) | 특별상 (시각 효과) | [ 10 ] |

## 최고의 영화 선정 리스트
| 연도 | 주최국 | 주관                                 | 선정 내용                            | 순위      | 주석          |
| ---- | ------ | ------------------------------------ | ------------------------------------ | --------- | ------------- |
| 2008 | 미국   | 《엔터테인먼트 위클리》              | 지난 25년 동안 최고의 SF 영화 25선   | 16위      | [ 11 ] [ 12 ] |
| 2003 | 영국   | 《죽기 전에 꼭 봐야 할 영화 1001편》 | 《죽기 전에 꼭 봐야 할 영화 1001편》 | 순위 없음 | [ 13 ]        |
| 2002 | 미국   | 온라인 비평가 협회(OCFS)             | 지난 100년 동안 최고의 SF 영화 100선 | 83위      | [ 14 ]        |

## 같이 보기
| - 스캐너 다클리 (2006년작) - 아일랜드 (2005년작) - 아이, 로봇 (2004년작) - 페이첵 (2003년작) - 이퀼리브리엄 (2002년작) - 마이너리티 리포트 (2002년작) - 임포스터 (2001년작) - 에이아이 (2001년작) - 매트릭스 (1999년작) | - 다크 시티 (1998년작) - 12 몽키즈 (1995년작) - 공각기동대 (1995년작) - 아키라 (1988년작) - 브라질 (1985년작) - 터미네이터 (1984년작) - 블레이드 러너 (1982년작) - 시계태엽 오렌지 (1971년작) - 메트로폴리스 (1927년작) |